# Tigurini

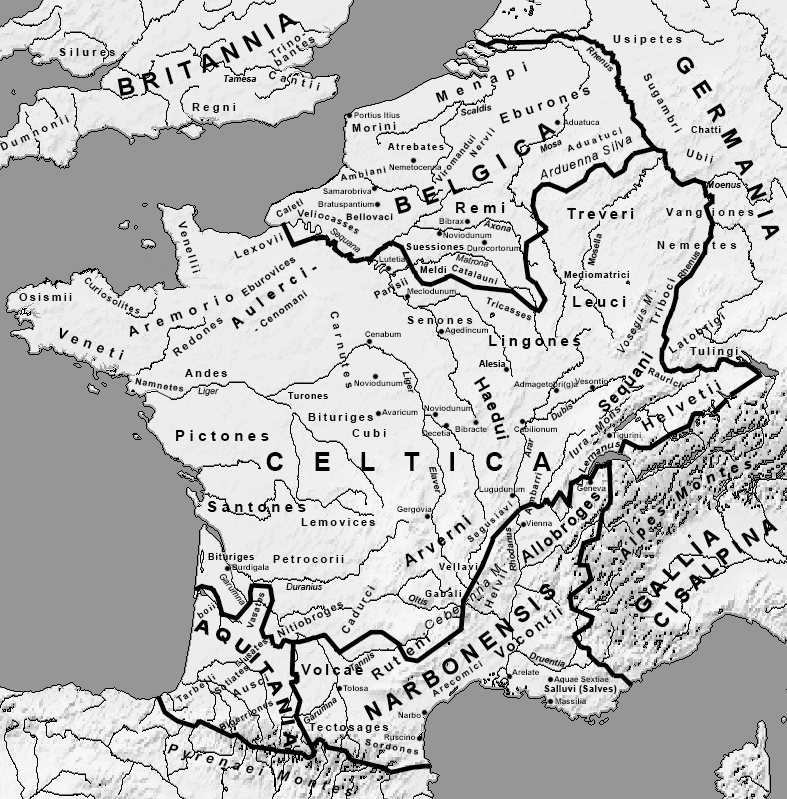
La Gallia.

I Tigurini erano uno dei quattro cantoni in cui erano suddivisi gli Elvezi, popolazione celtica delle odierne Svizzera e Germania meridionale. 

## Storia
I Tigurini erano stanziati nella zona di Avenches. Nel 108 a.C., avevano invaso la Gallia meridionale insieme ai Cimbri, ai Teutoni e agli Ambroni. Nel 107 a.C., sotto la guida di Divicone, avevano sconfitto in battaglia l'esercito romano guidato dal console Lucio Cassio Longino. Poi, però, invece di invadere l'Italia, avevano deciso di tornare nelle loro terre d'origine, scampando così alla disfatta inflitta dalle legioni ai Cimbri e ai Teutoni. Nel 107, insieme a Longino, era morto anche il bisnonno della moglie di Cesare. Questo episodio fornì al proconsole romano una delle giustificazioni per attaccare gli Elvezi, che nel 58 a.C., ancora guidati da Divicone, avevano tentato di attraversare la provincia della Narbonense per raggiungere il territorio dei Santoni, dove avevano deciso di stabilirsi. Furono proprio i Tigurini a essere sconfitti per primi da Cesare mentre si apprestavano ad attraversare la Saona (forse presso Trévoux, a nord di Lione).
Nel XIX secolo gli Elvezi furono eletti dalla storiografia nazionale come antenati degli Svizzeri e Divicone, capo dei Tigurini, divenne il primo eroe nazionale svizzero.